# 鋼鐵雄心II：末日戰役
《鋼鐵雄心II：末日戰役》發行於2006年4月4日，是一款獨立的資料片遊戲。其內容包含了原本《鋼鐵雄心II》的所有內容，並加強、擴展了世界第二次大戰後的時期，其中包括蘇聯與同盟國之間的假想核武之戰。而遊戲內容更新增了「情報機關」，可執行多種情報工作，如竊取科技藍圖、刺殺他國內閣、顛覆他國政權、破壞他國工業、科技研發等等，使遊戲更為全面、豐富。

## 劇本背景
末日劇本設定在第二次世界大戰結束之後兩個月。1945年10月2日，蘇聯不甘於鐵幕形勢，入侵西德，奧地利和韓國。為了反制，美國總統杜魯門下令空軍在蘇聯首都莫斯科和聖彼得堡投下原子彈。第三次世界大戰就此揭開了序幕。世界分為美蘇陣營，並在西歐與東亞形成極長戰線。

## 主要國家
- 美國
- 蘇聯
- 英國
- 法國
- 義大利
- 中華民國
- 中華人民共和國
- 澳大利亞
- 加拿大
- 德國
- 日本

## 共產國際
- 蘇聯
- 波蘭
- 捷克斯洛伐克
- 匈牙利
- 保加利亞
- 羅馬尼亞
- 南斯拉夫
- 阿爾巴尼亞
- 蒙古
- 中華人民共和國
- 圖瓦人民共和國

## 情報作戰
在末日中，加入了情報作戰的元素，使整體策略更加多元。情報視窗中，可蒐集他國情報，或執行各種情報行動。
- 竊取藍圖：可竊取對方已發展完畢之技術藍圖。
- 工業妨害：可遲滯對方之軍事或工業生產。
- 刺殺閣員：可刺杀对方之内阁成员
- 造謠活動：散播謠言，使對方國民不滿度上升。
- 世界輿論操控：向媒體散播謠言，使對方好戰度上升。
- 研究妨害：可遲滯對方之科技發展。
- 資助游擊隊：資助對方領地之游擊隊，使其活動性增加。
- 煽動政變：使對方發動政變，豎立親向我國之政府。

## 其他改變
世界末日也以一些其他的改變為特色和附加，像是：
- 額外的圖片，如：轟炸機
- 護衛艦與運輸船
- 恢復人力損失的醫院
- 使部隊不進行升級的按鍵
- 自動化生產的選項以及生產滑動軸
- 遊戲的結束時間拉長到1953年
- 新的科技將遊戲帶入冷戰的時代
- 內建的劇本編輯器
- 國家之間可以交易部隊
- 附加旅

## 國際中文版
鋼鐵雄心II：末日戰役國際中文版由美思捷達所代理，雖遊戲內容完全正體中文化。但部分劇本充斥著一些問題，導致無法讀取進去劇本，且鋼鐵雄心II：末日戰役國際中文版(國際中文版為1.2版)未提供任何相關中文更新至1.3A版，且也無法使用英文1.3A版更新檔進行更新。

## 外部連結
- 國際中文版官網 by 美思捷達(MEX) （页面存档备份，存于）（繁體中文）
- 遊戲基地，Hearts of Iron 鋼鐵雄心討論版 （页面存档备份，存于）（繁體中文）
- 巴哈姆特，Hearts of Iron 虎膽雄心(鋼鐵雄心)系列（繁體中文）
- 鋼鐵雄心II：末日戰役國際中文版錯誤修正 （页面存档备份，存于）（繁體中文）